# رولاند فان بينثيم
رولاند فان بينثيم (بالهولندية: Roland van Benthem) (ولد في 24 فبراير 1968 في إميلورد) هو سياسي وموظف حكومي سابق هولندي. ويشغل حاليا منصب رئيس بلدية إيمنيس وهو عضو في حزب الشعب من أجل الحرية والديمقراطية.

## السيرة الشخصية
تلقى تعليمه كمحاسب قانوني، وعمل فان بينثيم في إدارة الضرائب والجمارك في وزارة المالية وكذلك في وزارة الخارجية وفي مكتب الملكة.
من 1994 إلى 2005 كان عضوا في المجلس البلدي لمدينة زايست، وهي بلدية في مقاطعة أوترخت. كان عضوًا في البرلمان الإقليمي لمقاطعة أوتريخت بين عامي 2004 و2007. أصبح رئيس بلدية إيمنيس في 1 سبتمبر 2005 وهي أيضًا بلدية تابعة لمقاطعة أوتريخت.
فان بينثيم مثلي جنسي علنا، وكان أمين الخزينة منظمة المثليين سي أو سي هولندا  هولندا من عام 2001 إلى عام 2004.

## الأوسمة
فان بينثيم عضو في وسام أوراني - ناساو عام 2007.